# عادل عبدالصمد
عادل عبدالصمد (متولد ۲ مارس سال ۱۹۷۱ کنستانتین الجزایر یک هنرمند فعال در زمینه هنرهای مفهومی است. او در پاریس و لندن زندگی و کار می‌کند.

## زندگی‌نامه
عبدالصمد بیشتر دوران کودکی خود را در باتنه الجزایر صرف کرده است. او سپس تحصیلات خود را در دانشسرای عالی ملی هنرهای زیبای پاریس ادامه داد ولی پس از ترور احمد السلاح و فرزندش در مدرسه آنجا را ترک کرد. پس از آن او در لیون فرانسه کار و زندگی می‌کند.